# نبرد زنتا
نبرد زِنتا یا سِنتا در ۱۱ سپتامبر ۱۶۹۷ در نزدیکی زِنتا، پادشاهی مجارستان (در تصرف امپراتوری عثمانی؛ سنتا، صربستان کنونی) در ساحل شرقی رود تیسا رخ داد. این نبرد یکی از درگیری‌های اصلی در جنگ بزرگ عثمانی (‎۱۶۸۳–۱۶۹۹) و یکی از قطعی‌ترین شکست‌های تاریخ عثمانی است. نیروهای هابسبورگ در حمله‌ای غافلگیرانه توانستند ارتش عثمانی را حین عبور از رودخانه نابود کنند. آنان در مقابل چند صد نفر تلفات، ۳۰٬۰۰۰ نفر از عثمانی‌ها را کشته یا زخمی نمودند و تجهیزات آنان را به غنیمت بردند. یکی از نتایج بلافصل این جنگ، پایان کنترل عثمانی بر بوسنی بود. از طرفی در دراز مدت، این نبرد مهم‌ترین ضربه هابسبورگ‌ها به عثمانی‌ها برای جلوگیری از ورود آنان به اروپای مرکزی محسوب می‌شود. پایان این نبرد با پیمان کارلویتس همراه شد که به سیطره امپراتوری عثمانی بر بخش بزرگی از اروپای مرکزی خاتمه بخشید.